# マット・キャロル
マット・キャロル（Matthew John Carroll、1980年8月28日 - ）はアメリカ合衆国の元バスケットボール選手。ペンシルベニア州ピッツバーグ出身。ポジションはシューティングガード。198cm、96kg。

## 経歴
ペンシルベニアを代表する高校生プレイヤーだったキャロルはハットボロー・オーシャム高校卒業後、ノートルダム大学に進学。1年目から先発に起用され、最終学年の2002-03シーズンには19.5得点のアベレージを残し、AP通信のオールアメリカンチームやビッグイーストカンファレンスのファーストチームに選ばれた。
大学卒業後2003年のNBAドラフトにエントリーするが、どのチームからも指名を受けることはできなかった。夏のサマーリーグではニューヨーク・ニックスに参加するが、最終的なロスターに残ることはできず、NBA入りは叶わなかった。しかし03-04シーズン開幕後、ポートランド・トレイルブレイザーズとの短期契約に成功し、11月7日のシアトル・スーパーソニックス戦で初めてNBAのコートを踏んだ。出場機会は殆ど与えられず、出場した13試合の1試合出場時間平均は僅か3.7分だった。契約満了後、Dリーグに下ったキャロルはロアノーク・ダズルと契約。シーズン終盤にはサンアントニオ・スパーズと再び短期契約を結び、3試合だけNBAに戻った。2004年のサマーリーグではゴールデンステート・ウォリアーズに参加し、プレシーズンまで残ったが、開幕ロスター入りは叶わず、Dリーグのダズルに戻った。Dリーグではトッププレイヤーだったキャロルは出場した24試合で平均20.1得点、スリーポイントシュート成功率では60.5%と非常に高い数字を記録し、04-05シーズンのDリーグのMVPに選ばれた。シーズン中の2月にはシャーロット・ボブキャッツと契約し、3月8日のミネソタ・ティンバーウルブズ戦にてNBA復帰を果たした。04-05シーズンはシーズン終了までボブキャッツで過ごし、25試合に出場、9.0得点のアベレージを残した。
オフにフリーエージェントとなったキャロルだが、ボブキャッツとの再契約に成功し、NBA選手として05-06シーズンの開幕を迎えることができた。このシーズンは控え選手としてプレイしたが、翌06-07シーズン中盤には先発に昇格、出場時間も増え、12.1得点のアベレージと41.6%の高いスリーポイント成功率を記録、さらにフリースロー成功率90.4%はリーグ2位のランクされ、大きくステップアップを果たした。オフにはボブキャッツと6年間2700万ドルの長期契約を結んだが、このシーズンを最後に以後の成績は下降線を描いている。
2008-09シーズン中、トレードでダラス・マーベリックスに移籍した。シーズン後、トレードでボブキャッツに移籍し、1シーズンで古巣に復帰した。
2012年11月13日、ハキム・ウォリックとのトレードでニューオーリンズ・ホーネッツに移籍するも、11月20日、チームから放出された。